# اکنلو
اکنلو، (یا نام درست آن اکینلی، به ترکی به معنی محلی است که دارای کشت و کار است) روستایی از توابع بخش شیرین‌سو شهرستان کبودرآهنگ در استان همدان ایران است.

## جمعیت
این روستا در دهستان مهربان علیا قرار دارد و براساس سرشماری مرکز آمار ایران در سال ۱۳۹۵، جمعیت آن ۱۶۶۸ نفر (۴۳۹خانوار) بوده‌است.
زبان مردم اکینلی ترکی است که تفاوتهایی با ترکی مردم آذربایجان دارد.